# ЯМР с импульсным градиентом магнитного поля
Ме́тод ЯМР с и́мпульсным градие́нтом магни́тного по́ля (ЯМР ИГМП, Pulsed field gradient NMR, PFG NMR) — экспериментальный метод в ЯМР, позволяющий получить непосредственную информацию о перемещениях молекул в пространстве.
Данный метод является модификацией метода ЯМР с постоянным градиентом магнитного поля, который используется для изучения трансляционной подвижности низкомолекулярных соединений с большими коэффициентами самодиффузии. Ограничение по подвижности возникает из-за ограничения по величине постоянного градиента магнитного поля.
В импульсном режиме возможно создание существенно больших по амплитуде значений градиента магнитного поля.

## Основы метода
При проведении экспериментов методом ЯМР ИГМП регистрируют потерю фазовой когерентности спинов, происходящую за счет их трансляционных перемещений в сильно неоднородном магнитном поле.
Для получения информации о диффузионных процессах анализируют диффузионное затухание, A({\displaystyle {\vec {q}}},t), — зависимость амплитуды сигнала спинового эхо от параметров градиента магнитного поля {\displaystyle {\vec {q}}} и времени t.
Величина {\displaystyle {\vec {q}}} определяется выражением:
{\displaystyle {\vec {q}}} = (2π)−1γδ{\displaystyle {\vec {g}}},
где γ — гиромагнитное отношение резонирующих ядер, {\displaystyle {\vec {g}}} — амплитуда и δ длительность действия градиента магнитного поля.
Диффузионное затухание может быть представлено динамической корреляционной функцией Ван-Хова:
A({\displaystyle {\vec {q}}},t) = ∫∫ρ(r)Ps(r, r', t)exp(i2πq(r'-r))drdr',
где ρ(r) — начальная плотность сигналов, Ps(r, r', t) — плотность вероятности обнаружения спина при радиус-векторе r' в момент времени t, если в начальный момент времени он находился при r.
Непосредственная связь плотности вероятности Ps(r, r', t) с диффузионным затуханием A({\displaystyle {\vec {q}}},t) открывает широкие возможности данному методу.

## Применение
В настоящее время метод ЯМР ИГМП широко используется для исследования трансляционной подвижности различных молекул и ионов. Метод позволяет выполнять прямое измерение коэффициентов диффузии и относительных долей диффундирующего вещества в различных фазах гетерогенных систем. С помощью метода ЯМР ИГМП можно исследовать пространственную структуру и проницаемость пористых сред и биологических клеток.

## Недостатки метода
Необходимость использования ядер с большим (от нескольких миллисекунд и более) временем спин-решеточной релаксации, что затрудняет измерение коэффициентов диффузии ионов с ядрами, имеющими квадрупольный магнитный момент (такие как 23Na, 133Cs). Поэтому в исследованиях в основном применяется ЯМР на ядрах 1H, 7Li, 19F, имеющих достаточно длительное время спин-спиновой релаксации.